# 蘇格蘭皇家旗

蘇格蘭皇家旗（英語：Royal Banner of Scotland），是蘇格蘭的皇家標誌，在歷史上也是蘇格蘭王國的標誌。雖然現在蘇格蘭皇家旗僅限用於君主代表，但仍然是蘇格蘭最著名的旗幟之一。